# Euphyllia glabrescens
Euphyllia glabrescens is een rifkoralensoort uit de familie van de Euphylliidae. De wetenschappelijke naam van de soort is voor het eerst geldig gepubliceerd in 1821 door Chamisso & Eysenhardt.
De soort komt voor in de Rode Zee en de Golf van Aden, het zuidwestelijke, noordwestelijke en noordelijke deel van de Indische Oceaan, de Perzische Golf, in het Indo-Pacifisch gebied, bij Australië, in Zuidoost-Azië, Zuid-Japan, in de Oost-Chinese Zee, in het Zuidwest-Pacifisch gebied en Micronesië. De soort komt ook voor bij Amerikaans-Samoa. Ze staat op de Rode Lijst van de IUCN geklasseerd als 'gevoelig'.